# Хмільницький літопис
Хмільницький літопис — пам'ятка української історіографії й літератури першої половини 17 століття, належить до числа так званих місцевих літописів. 
Літопис складений невідомою особою, що походила, імовірно, з міста Хмільника на Вінниччині. Автор літопису реєстрував історичні події на Правобережжі, зокрема в Хмільнику, в 1636-1650 роках, а також факти поточного життя. Описав у хронологічному порядку козацькі повстання 1636-1638 років під проводом Павла Павлюка й Карпа Скидана, перші роки війни Богдана Хмельницького: битви під Жовтими Водами, Корсунем і Пилявцями, поразки польського війська на Поділлі, перемоги Максима Кривоноса біля Немиріва, Махнівки, Животова, Бердичева, Тульчина, спустошення Поділля від татаро-турецької навали тощо. 
Хмільницький літопис виданий у книзі «Летопись Самовидца ... », (К. 1878), дослідили Орест Левицький і Володимир Іконніков.